# Arne Hellberg

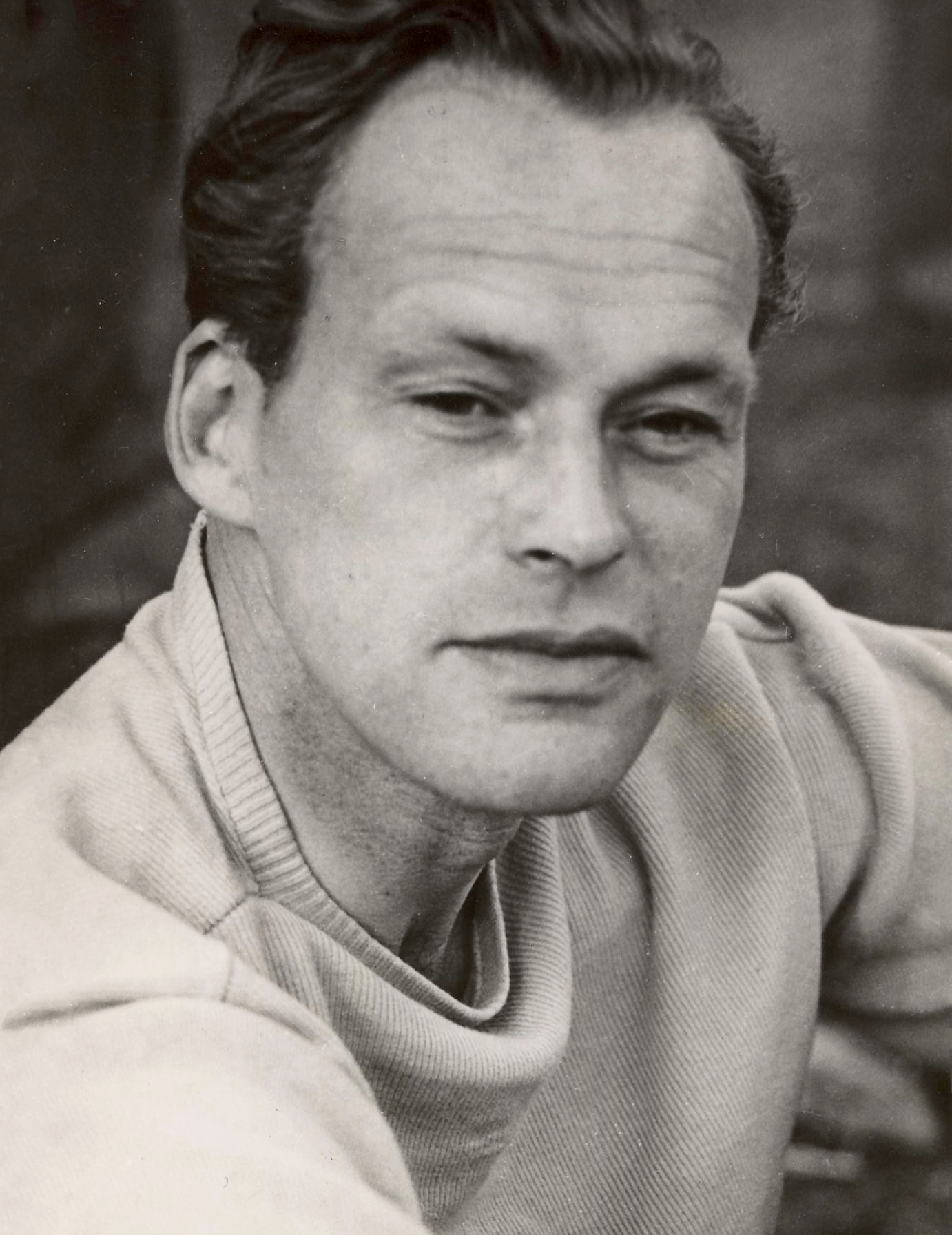
Arne Hellberg in den 1950ern

Arne Hellberg (* 13. März 1920; † 1977) war ein schwedischer Diskuswerfer.
Bei den Leichtathletik-Europameisterschaften 1950 in Brüssel wurde er Fünfter mit 47,37 m.
1945 wurde er Schwedischer Meister. Seine persönliche Bestleistung von 48,67 m stellte er am 18. August 1950 in Västerås auf.